# Biebelnheim
Biebelnheim ist eine Ortsgemeinde im Landkreis Alzey-Worms in Rheinland-Pfalz. Sie gehört der Verbandsgemeinde Alzey-Land an.

## Geographie

### Geographische Lage
Als Weinbaugemeinde liegt Biebelnheim im größten Weinbau treibenden Landkreis Deutschlands und mitten im Weinanbaugebiet Rheinhessen. Die nächste Stadt ist Alzey (6 km) und die weniger als 30 km in die Landeshauptstadt Mainz sind leicht über die Bundesautobahn 63 zurückzulegen.

### Nachbargemeinden
- Albig
- Bechtolsheim
- Gabsheim
- Gau-Odernheim
- Spiesheim

## Geschichte
Die Kurpfalz erwarb 1382/1384 die Vogtei und 1391 die Grundherrschaft von Kurmainz, 1410 der Nebenlinie Zweibrücken zugeteilt, kam der Ort 1470 an die Pfalz zurück. Das Kloster Otterberg war im Ort begütert.
Hier soll einst der Räuberhauptmann Schinderhannes einen Unterschlupf gehabt haben.
Bevölkerungsentwicklung
Die Entwicklung der Einwohnerzahl von Biebelnheim, die Werte von 1871 bis 1987 beruhen auf Volkszählungen:
| Jahr | Einwohner |
| 1815 | 494       |
| 1835 | 567       |
| 1871 | 616       |
| 1905 | 578       |
| 1939 | 549       |
| 1950 | 648       |

| Jahr | Einwohner |
| 1961 | 563       |
| 1970 | 564       |
| 1987 | 593       |
| 1997 | 653       |
| 2005 | 689       |
| 2023 | 684       |

## Politik

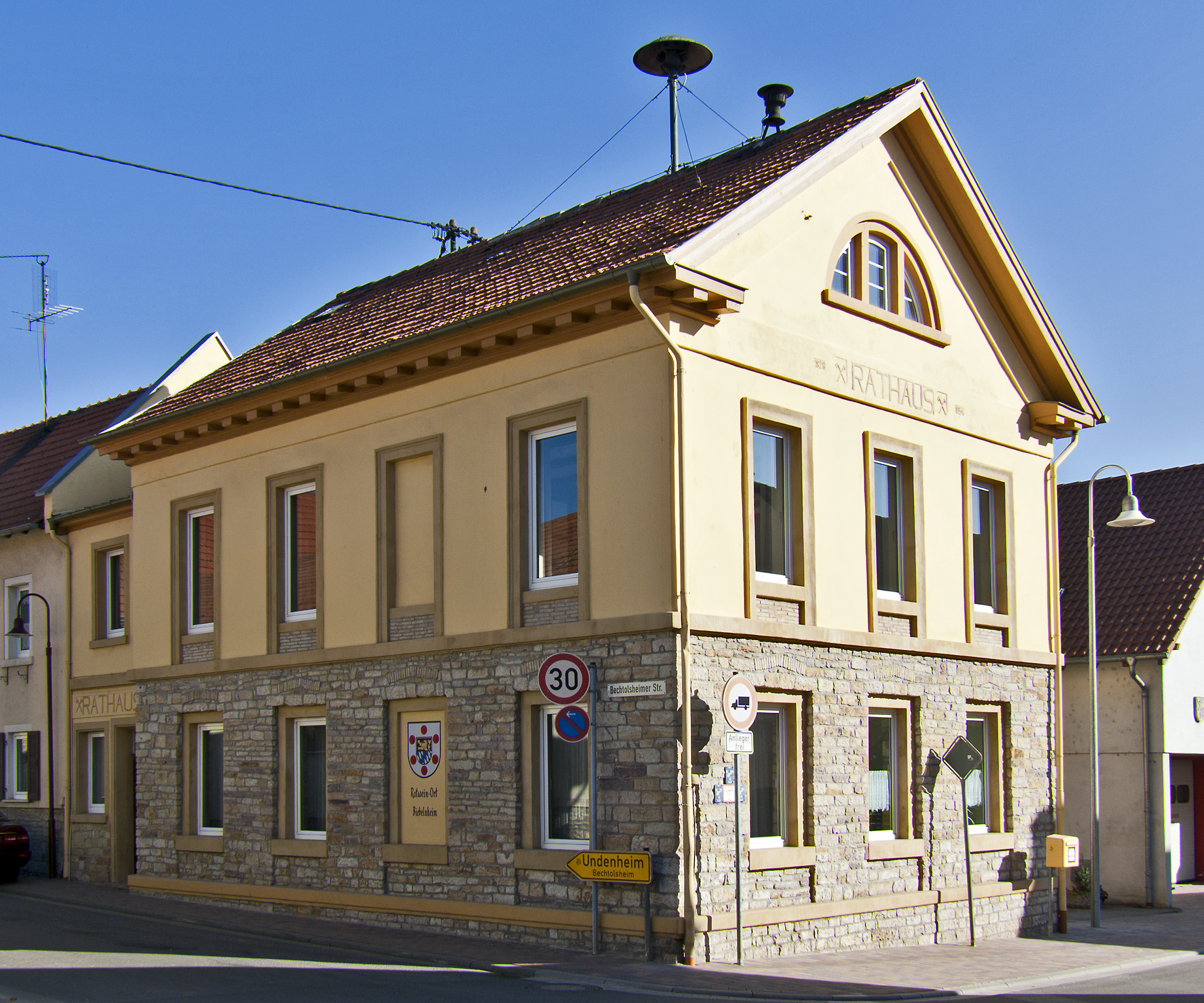
Rathaus

### Gemeinderat
Der Gemeinderat in Biebelnheim besteht aus zwölf Ratsmitgliedern, die bei der Kommunalwahl am 9. Juni 2024 in einer personalisierten Verhältniswahl gewählt wurden, und der ehrenamtlichen Ortsbürgermeisterin als Vorsitzender.
Die Sitzverteilung im Gemeinderat:
| Wahl | SPD | WGD | WiB | Gesamt   |
| ---- | --- | --- | --- | -------- |
| 2024 | 5   | –   | 7   | 12 Sitze |
| 2019 | 5   | –   | 7   | 12 Sitze |
| 2014 | 4   | –   | 8   | 12 Sitze |
| 2009 | 4   | 4   | 4   | 12 Sitze |
| 2004 | 4   | 4   | 4   | 12 Sitze |

- WGD = Wählergruppe Diel
- WiB = Wir für Biebelnheim e. V. (zuvor Liste Rick)

### Bürgermeister
Ab 1798 gehörte Biebelnheim zur Ersten Französischen Republik und damit zum Canton de Wœrstadt im Arrondissement communal de Mayence, im Département du Mont-Tonnerre. Zwischen 1798 und 1814 gab es daher den Maire. Nach Übergang in das Großherzogtum Hessen wurde an dem bisherigen Bürgermeister festgehalten. Bis 1822 war der Bechtolsheimer Bürgermeister auch für Biebelnheim zuständig.
1. Jean Böhm (1798–1812)
2. Pierre/Peter Baum (1812–1822)

### Ortsbürgermeister
- Gabriele Holla (1999–2014, SPD)
- Petra Bade (seit 2014, WiB)

Bei der Direktwahl am 26. Mai 2019 wurde Petra Bade mit einem Stimmenanteil von 55,45 % in ihrem Amt bestätigt. Bei der Direktwahl am 9. Juni 2024 konnte sie ihr Amt gegen einen Kandidaten der SPD mit 59,9 % der Stimmen erneut verteidigen.

### Wappen
| Wappen von Biebelnheim | Blasonierung: „In Silber ein Schild, dieser geteilt; oben in Schwarz ein wachsender goldener Löwe, rotgezungt und -gekrönt, unten Silber und Blau gerautet; der Schild begleitet von sechs roten Kugeln (3:2:1).“ |
| Wappen von Biebelnheim | |

## Kultur und Sehenswürdigkeiten

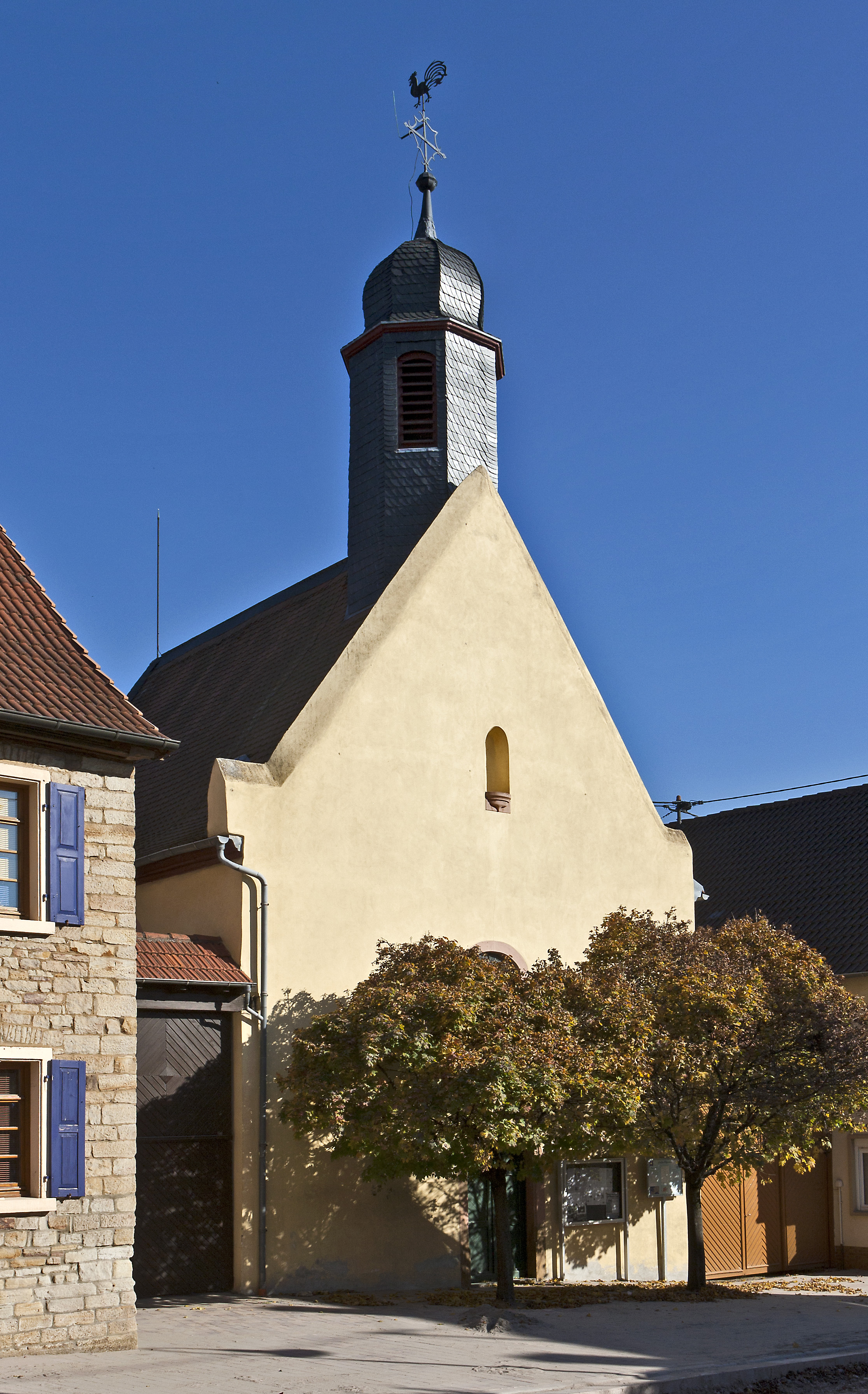
Katholische Kirche Mariä Himmelfahrt

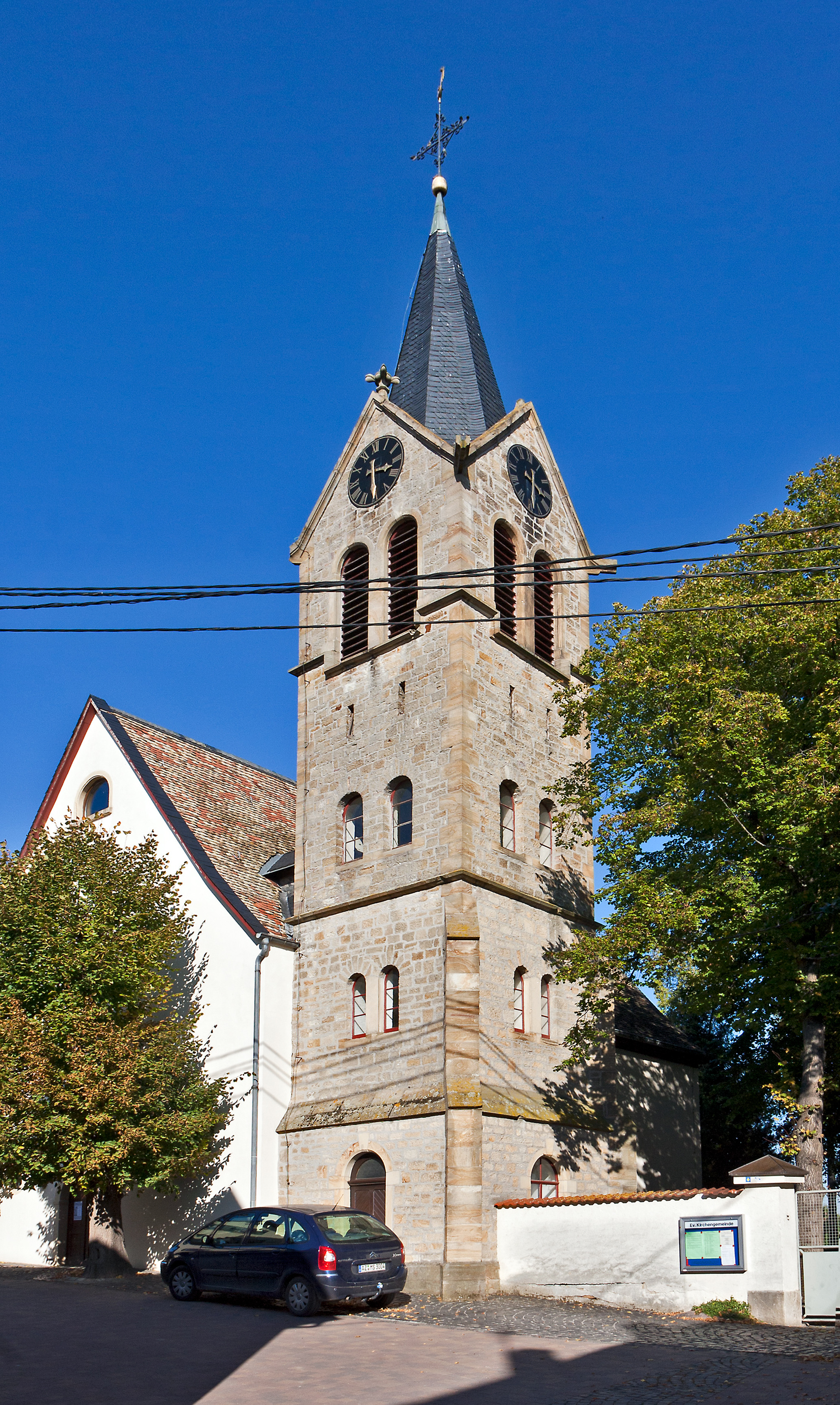
Evangelische Kirche

### Musik
- Evangelischer Posaunenchor Biebelnheim
- Gesangverein Harmonie Biebelnheim
- Beatles-Museum „Little Cavern“

### Vereine
- Biebelnheimer Carnevalsgesellschaft „BCG Biebelnheim“

### Bauwerke
- Die katholische Kirche Mariä Himmelfahrt stammt von 1737. Sie ist ein barocker Saalbau mit dreiseitigem Schluss und Giebeldachreiter. Die Ausstattung stammt aus der Erbauungszeit. Im Hochaltar eine schöne Muttergottes (um 1470, mit oberrheinischer Einfluss). An der Kanzel Statuetten der Heiligen Petrus, Barbara und Paulus, welche um 1330 hergestellt wurden, diese wurden neu gefasst und stammen wohl vom Hochaltar der ehemaligen Pilgerkapelle. Daneben gibt es noch eine kleine Muttergottes um 1740.[10]
- Die evangelische Kirche ist ein spätbarocker Saalbau, bezeichnet 1770, mit einem Sandsteinquaderturm von 1901. Die Ausstattung stammt aus der Erbauungszeit. Im Chor befindet sich der Wappengrabstein von Margarete von Biebelnheim, 1589. Der Orgelprospekt stammt von 1780.[10]
- Auf dem Friedhof klassizistische und historistische Grabsteine, circa 1850 bis 1870; barockes Grabkreuz, 18. Jahrhundert
- „Hofhaus“ aus bolandischer Zeit

Siehe auch: Liste der Kulturdenkmäler in Biebelnheim

### Sport
- TuS 1848 Biebelnheim e. V.
- Tanz- und Jazzgymnastikverein Biebelnheim und Umgebung e. V.
- Gymnastikverein 1991 Biebelnheim

## Wirtschaft und Infrastruktur

### Wirtschaft
Die Gemeinde ist hauptsächlich vom Weinbau und der Landwirtschaft geprägt. Die Weinlagen gehören im Weinanbaugebiet Rheinhessen zum Bereich Nierstein in der Großlage Petersberg und sind die Einzellagen Pilgerstein (234 ha) und Rosenberg (364 ha).
Weitere Wirtschaftsbetriebe sind zwei Reifenhändler, einen Auto- und Caravanhändler, sowie einige handwerkliche Betriebe.

### Verkehr
Die Verkehrsanbindung kann für die Größe von Biebelnheim als sehr gut bezeichnet werden: Die A 63 ist über die Anschlussstelle Biebelnheim praktisch direkt zu erreichen und auch über das nahe gelegene Autobahnkreuz Alzey ist die A 61 nur ca. 10 km entfernt.
Innerhalb von Biebelnheim sieht die Straßenverkehrssituation bedrohlich aus. Da der Ort über keine Umgehungsstraße verfügt, muss der gesamte Verkehr aus den wachsenden Nachbargemeinden Gau-Odernheim und Bechtolsheim durch den Ort fahren, um auf die oben genannten Autobahnen zu kommen. Durch die Zunahme des LKW-Verkehrs durch die engen Straßen der Gemeinde hat sich eine Bürgerinitiative gegründet, die sich für eine Umgehungsstraße und einen Fahrradweg nach Gau-Odernheim einsetzt. Der Ausbau der Hauptstraße sollte ursprünglich bereits 2009 erfolgen, jedoch verzögerte sich dieses Vorhaben um ein ganzes Jahr bis zum Juli 2010. Der Fahrradweg wurde nun endlich im Jahre 2018 gebaut. Die dringend nötige Ortsumgehung besteht nach wie vor nicht.

### Öffentliche Einrichtungen
Die Gemeinde verfügt über einen Kindergarten und die Freiwillige Feuerwehr Biebelnheim. Schulkinder besuchen die Grundschule in Bechtolsheim oder die weiterführenden Schulen in Gau-Odernheim, Flonheim, Alzey oder Wörrstadt.

## Persönlichkeiten
- Georg Friedrich Brand (1798–1874), Bürgermeister von Biebelnheim und hessischer Landtagsabgeordneter